# Деркач, Роман Петрович
Роман Петрович Деркач, (укр. Роман Петрович Деркач; род. 20 июля 1975, Алушта) — украинский и российский политик, муниципальный и государственный деятель. Глава муниципального образования городской округ Ялта Республики Крым с 2016 по 2019 год.

## Биография
Родился 20 июля 1975 года в городе Алушта Крымской области. Окончив Гурзуфскую среднюю школу, трудовую деятельность начал столяром в Ялтинском СУ-35. В 1993—1995 годах проходил службу в Вооружённых Силах Украины. С ноября 1995 по июнь 1996 года работал реализатором в АОЗТ «Ялта-Строй», а в дальнейшем занялся коммерческой деятельностью — зарегистрирован индивидуальным предпринимателем. В 2009 году окончил Харьковскую национальную академию городского хозяйства по специальности «Экономика предприятия», а в 2013 году — Харьковский региональный институт государственного управления Национальной академии государственного управления при Президенте Украины, получил степень магистра по специальности «Государственное управление».

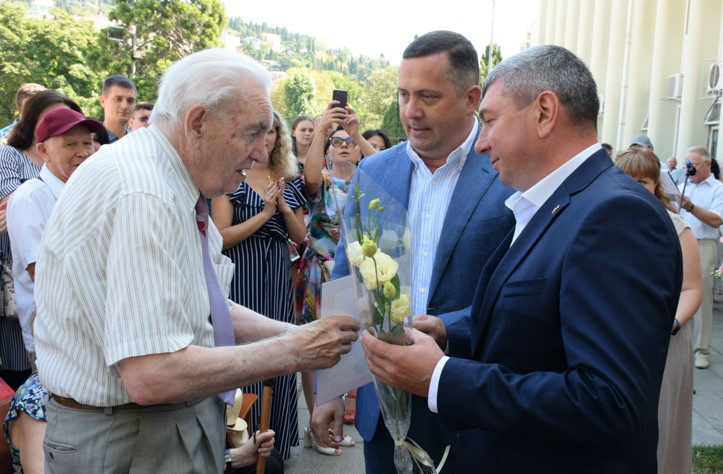
Председатель Ялтинского городского совета Р. П. Деркач с главой административного городского округа Ялта А. В. Челпановым вручают народному артисту Украины А. Ф. Гуляницкому грамоту

Избирался депутатом Гурзуфского поселкового совета в течение двух созывов — в 2006-м и в 2010-м годах. Член Партии регионов. В 2014 году был избран депутатом Ялтинского городского совета, возглавлял Постоянный комитет по градостроительству, земельным и имущественным отношениям. На внеочередной сессии 11 ноября 2016 года был избран главой муниципального образования городской округ Ялта Республики Крым — председателем Ялтинского городского совета. Член партии «Единая Россия».
Женат, воспитывает троих детей.
11 ноября 2016 года на выборах в Ялте выдвигались Роман Деркач и Людмила Ермакова от «Единой России». Число депутатов принявших участие в голосовании — 26. За кандидатуру Людмилы Ермаковой — 2 голоса. За кандидатуру Романа Деркача — 22 голоса. 11 ноября 2016 Роман Деркач был избран Главой муниципального образования городской округ Ялта Республики Крым — председателем Ялтинского городского совета. Его предшественником на посту был Валерий Косарев, его преемником на посту стал в 2019 году К. В. Шимановский.